# Beta
Beta (klassisk grekiska βήτα béta) (versal: Β, gemen: β) är den andra bokstaven i det grekiska alfabetet. Den hade i det joniska talbeteckningssystemet siffervärdet 2.  Beta motsvarade B, b i det latinska alfabetet,  och har legat till grund för В, в och Б, б i det kyrilliska alfabetet. Den tyska bokstaven ß har bara utseendet gemensamt med det grekiska beta, och har en annan historia (sammansättning av ſ och s).
Ljudet "b" har i modern grekiska kommit att förändras till "v", som kallar bokstaven β véta. För att skriva utländska namn med ljudet "b" används bokstavskombinationen mp, dvs gement "μπ", versalt "Μπ". Exempelvis skrivs "Boris" "Μπόρις".

## Unicode
|   | decimalt | hexadecimalt | HTML   |
| - | -------- | ------------ | ------ |
| β | 946      | 3B2          | &beta; |
| Β | 914      | 392          | &Beta; |